# Nicolas Loyeux
Nicolas Loyeux est un homme politique français né le 3 août 1750 à Liancourt-Fosse (Somme) et décédé le 1er juillet 1833 à Devise.
Propriétaire cultivateur au Catelet, maire de Cartigny, il est député de la Somme en 1791, démissionnant le 3 décembre.